# Brianne Howey
Brianne Nicole Howey (Los Ángeles, California; 24 de mayo de 1989) es una actriz estadounidense. Es conocida por sus interpretaciones en las series de FOX Scream Queens, The Exorcist y en la serie de Netflix Ginny & Georgia.

## Primeros años
Howey nació en Los Ángeles, California y creció en Pasadena. Asistió a una escuela secundaria católica para chicas, donde tomó clases de teatro e improvisación. Howey continuó persiguiendo su interés en actuar en la Tisch School of the Arts de la Universidad de Nueva York, donde estudió teatro y se graduó en 2011. Tiene cuatro hermanos menores.

## Carrera
Howey mientras era estudiante universitaria trabajó en varios cortometrajes y obtuvo su primer papel en televisión en un episodio de 90210 en 2010.
En 2014, hizo su debut cinematográfico como Candy en la película de comedia Horrible Bosses 2 protagonizada por Jason Bateman, Jason Sudeikis y Charlie Day, y fue dirigida por Sean Anders. Además apareció en las series de televisión, Twisted como Whitney Taylor, Hart of Dixie como Lulabelle y Playing House como Cecilia.
Al año siguiente, Howey participó en la serie de comedia de terror de FOX Scream Queens como Melanie Dorkus.

## Vida personal
Howey vivió en Melbourne, Australia por nueve meses cuando era pequeña. Howey trabajó en una cafetería en su ciudad natal y en una peluquería llamada Stuart Hirsch Hair Salon en Nueva York.
Desde 2021 está casada con Matt Ziering. En marzo de 2023 anunció su primer embarazo. En junio de 2023 nació su primera hija.

## Filmografía
| Cine            | Cine                            | Cine             | Cine                                 | Cine  |
| Año             | Título                          | Rol              | Notas                                | Refs. |
| --------------- | ------------------------------- | ---------------- | ------------------------------------ | ----- |
| 2008            | Suckerpunch                     | Jess Ramsey      | Cortometraje                         | [ 1 ] |
| 2009            | Appropriate Sex                 | Emily Givens     | Cortometraje                         |       |
| 2010            | Party Favors                    | Clare            | Cortometraje                         |       |
| 2010            | The Great Belle and Bill Slater | Belle Slater     | Cortometraje                         |       |
| 2011            | Baby Ruth                       | Sandra Johnson   | Cortometraje                         |       |
| 2013            | Backseat Driver                 | Secuestradora    | Cortometraje                         |       |
| 2014            | ETXR                            | Cece             |                                      |       |
| 2014            | Horrible Bosses 2               | Candy            |                                      | [ 1 ] |
| 2014            | On Dangerous Heels              | Lizzie           | Cortometraje                         |       |
| 2015            | Fruit Detective                 | Brusselia Sprout | Cortometraje                         |       |
| 2016            | Viral                           | Tara Dannelly    |                                      | [ 2 ] |
| 2016            | Super Novas                     | Tiffany          |                                      |       |
| 2016            | XOXO                            | Darla            |                                      | [ 4 ] |
| 2016            | The Lonely Whale                | Hipster          | Cortometraje                         |       |
| 2017            | Time Trap                       | Jackie           |                                      |       |
| 2018            | Little Bitches                  | Sarah Richter    |                                      |       |
| 2019            | Plus one                        | Jess Ramsey      |                                      | [ 4 ] |
| Televisión      |                                 |                  |                                      |       |
| Año             | Título                          | Rol              | Notas                                | Refs. |
| 2010            | 90210                           | Stacey           | 1 episodio                           | [ 2 ] |
| 2011            | NCIS                            | Estudiante       | 1 episodio                           | [ 1 ] |
| 2012            | Revenge                         | Eve              | 3 episodios                          | [ 2 ] |
| 2013            | Twisted Tales                   | Susan            | 1 episodio                           | [ 1 ] |
| 2013            | Baby Daddy                      | Susie Kettle     | 1 episodio                           |       |
| 2013            | Criminal Minds                  | Heather Clarke   | 2 episodio                           | [ 1 ] |
| 2013            | Red Scare                       | Audrey Stone     | 8 episodios                          | [ 1 ] |
| 2014            | Twisted                         | Whitney Taylor   | 4 episodios                          | [ 1 ] |
| 2014            | Hart of Dixie                   | Lulabelle        | Episodio: «A Better Man»             |       |
| 2014            | Playing House                   | Cecilia          | Episodio: «Bosephus and the Catfish» |       |
| 2015–17         | I Live with Models              | Scarlet          | Elenco principal                     | [ 6 ] |
| 2015            | Scream Queens                   | Melanie Dorkus   | 2 episodios                          | [ 4 ] |
| 2015            | Hawaii Five-0                   | Lia              | Episodio: «Na Pilikua Nui»           |       |
| 2016            | The Odd Couple                  | Allyson          | 1 episodio                           |       |
| 2016            | El exorcista                    | Kat Rance        | Elenco principal; 10 episodios       | [ 4 ] |
| 2017            | I'm Dying Up Here               | Kay              | 3 episodios                          | [ 4 ] |
| 2019            | The Passage                     | Shauna Babcock   | Elenco principal                     | [ 7 ] |
| 2019            | Dollface                        | Alison B.        | 6 episodios                          |       |
| 2021-actualidad | Ginny & Georgia                 | Georgia Miller   | Elenco principal                     |       |
| 2021            | Batwoman                        | Reagan           | Elenco recurrente                    |       |